# Autoroute à hydrogène
Une autoroute à hydrogène est une chaîne de stations-service publiques équipées d'hydrogène, le long d'une route ou d'une autoroute, qui permet aux voitures à hydrogène de circuler.  Il s'agit d'un élément de l'infrastructure hydrogène qui est généralement considéré comme une condition préalable à l'utilisation massive des voitures à hydrogène. Par exemple, William Clay Ford Jr. a déclaré que l'infrastructure est l'un des trois facteurs (comprenant également les coûts et la capacité de fabrication en grands volumes) qui freinent la commercialisation des voitures à pile à combustible.

## Problèmes d'approvisionnement, coût et pollution
Les stations de ravitaillement en hydrogène reçoivent généralement des livraisons d'hydrogène par camion-citerne de la part des fournisseurs d'hydrogène. Une interruption dans une installation d'approvisionnement en hydrogène peut fermer plusieurs stations de ravitaillement en hydrogène. Une station de ravitaillement en hydrogène coûte entre 1 et 4 millions de dollars à construire. 
En 2019, 98% de l'hydrogène est produit par reformage du méthane à la vapeur, qui émet du dioxyde de carbone et consomme des combustibles fossiles.  La majeure partie de l'hydrogène est également transportée dans des camions, de sorte que la pollution est émise lors de son transport. 

## Stations publiques existantes

### Asie
Fin 2012, on dénombrait 17 stations hydrogène privées.  En 2014, le Japon a obtenu sa première station commerciale de ravitaillement en hydrogène. 
En juin 2020, 178 stations-service à hydrogène accessibles au public étaient en service en Asie, 114 d'entre eux se trouvaient au Japon. 

### Europe
En novembre 2014, 27 stations-service à hydrogène accessibles au public étaient en service en Europe occidentale.  En juin 2020, il y avait plus de 177 stations en Europe et 43 en construction ; environ la moitié d'entre elles se trouvaient en Allemagne,,.

### États-Unis
En 2013, le New York Times rapportait qu'il y avait "10 stations d'hydrogène accessibles au public aux États-Unis : une à Columbia, en Caroline du Sud, huit en Californie du Sud et celle à Emeryville, en Californie". En aout 2020, il y avait 44 stations de ravitaillement en hydrogène accessibles au public aux États-Unis, dont 42 étaient situées en Californie. 